# Machiel
Machiel és un municipi francès situat al departament del Somme i a la regió dels Alts de França. L'any 2007 tenia 160 habitants.

## Demografia

### Població

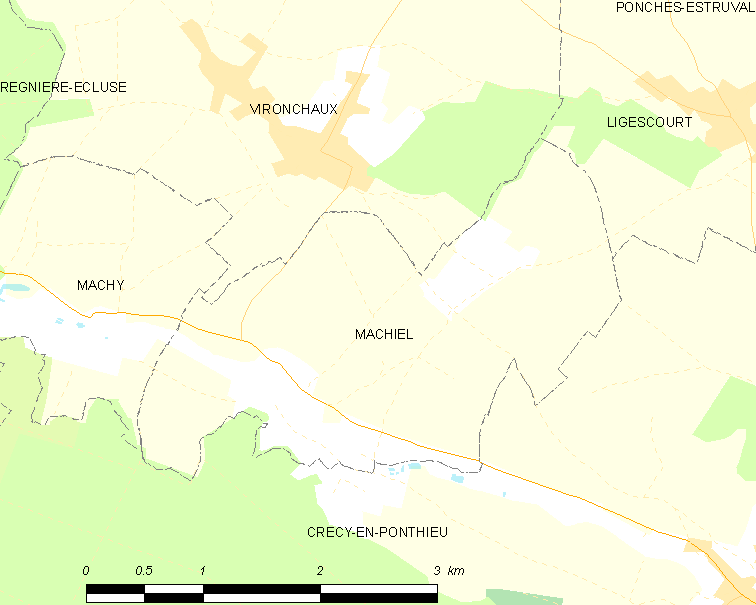

El 2007 la població de fet de Machiel era de 160 persones. Hi havia 72 famílies de les quals 24 eren unipersonals (12 homes vivint sols i 12 dones vivint soles), 20 parelles sense fills i 28 parelles amb fills.
La població ha evolucionat segons el següent gràfic:
Habitants censats

### Habitatges

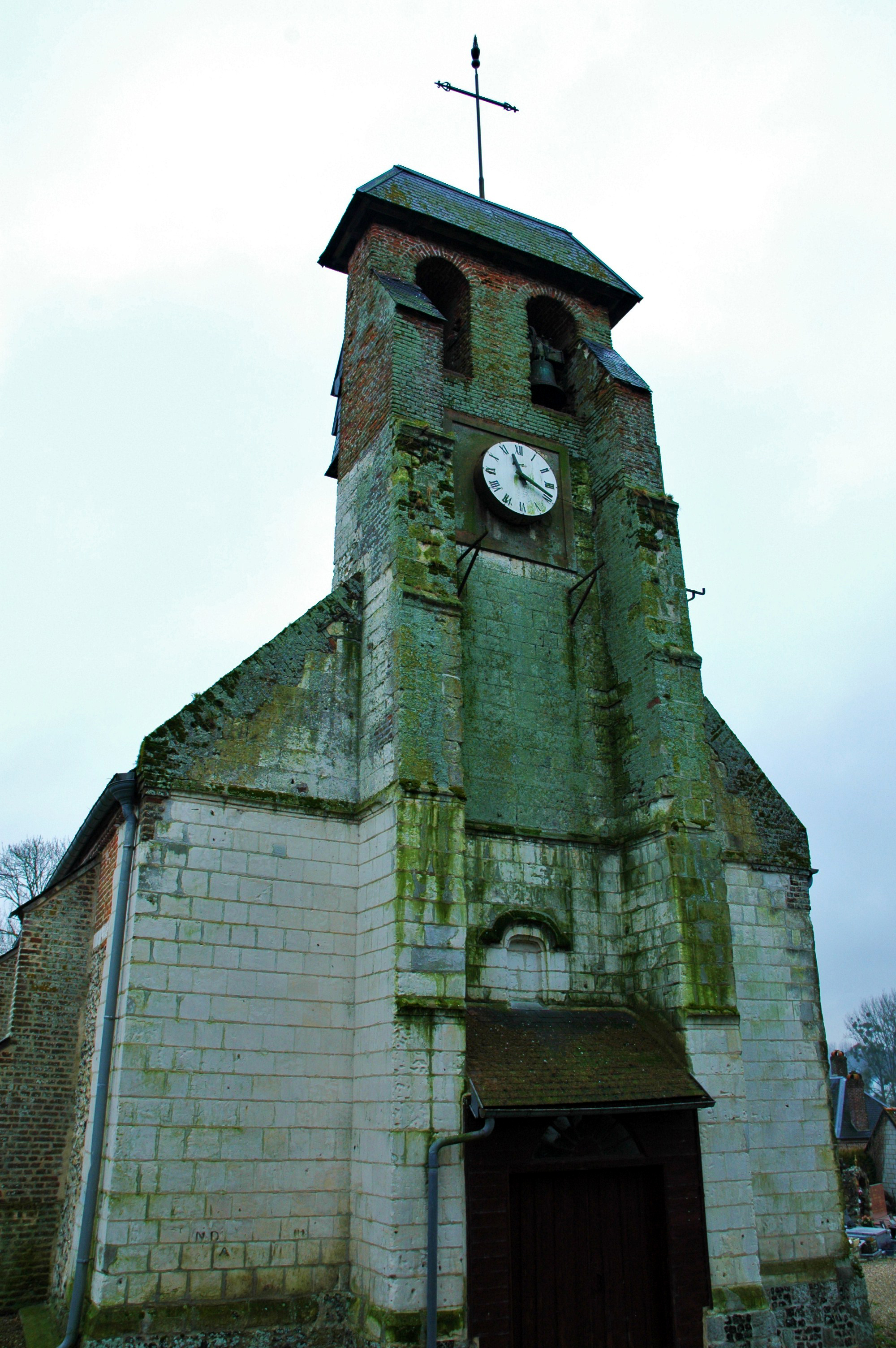

El 2007 hi havia 110 habitatges, 71 eren l'habitatge principal de la família, 32 eren segones residències i 7 estaven desocupats. 104 eren cases i 3 eren apartaments. Dels 71 habitatges principals, 49 estaven ocupats pels seus propietaris, 19 estaven llogats i ocupats pels llogaters i 3 estaven cedits a títol gratuït; 2 tenien una cambra, 6 en tenien dues, 12 en tenien tres, 12 en tenien quatre i 39 en tenien cinc o més. 44 habitatges disposaven pel capbaix d'una plaça de pàrquing. A 30 habitatges hi havia un automòbil i a 27 n'hi havia dos o més.

### Piràmide de població
La piràmide de població per edats i sexe el 2009 era:
| Homes | Edats   | Dones |
| ----- | ------- | ----- |
| 0     | 95 o +  | 4     |
| 0     | 90 a 94 | 0     |
| 4     | 85 a 89 | 0     |
| 0     | 80 a 84 | 4     |
| 8     | 75 a 79 | 4     |
| 8     | 70 a 74 | 4     |
| 0     | 65 a 69 | 8     |
| 8     | 60 a 64 | 0     |
| 8     | 55 a 59 | 8     |
| 4     | 50 a 54 | 8     |
| 0     | 45 a 49 | 0     |
| 4     | 40 a 44 | 8     |
| 16    | 35 a 39 | 8     |
| 4     | 30 a 34 | 8     |
| 0     | 25 a 29 | 0     |
| 4     | 20 a 24 | 0     |
| 12    | 15 a 19 | 16    |
| 20    | 10 a 14 | 8     |
| 4     | 5 a 9   | 0     |
| 0     | 0 a 4   | 4     |

## Economia
El 2007 la població en edat de treballar era de 103 persones, 69 eren actives i 34 eren inactives. De les 69 persones actives 57 estaven ocupades (37 homes i 20 dones) i 12 estaven aturades (9 homes i 3 dones). De les 34 persones inactives 10 estaven jubilades, 6 estaven estudiant i 18 estaven classificades com a «altres inactius».

### Ingressos
El 2009 a Machiel hi havia 66 unitats fiscals que integraven 148 persones, la mediana anual d'ingressos fiscals per persona era de 15.760 €.

### Activitats econòmiques
Dels 3 establiments que hi havia el 2007, 2 eren d'empreses de construcció i 1 d'una empresa de comerç i reparació d'automòbils.
Dels 3 establiments de servei als particulars que hi havia el 2009, 1 era un taller de reparació d'automòbils i de material agrícola, 1 lampisteria i 1 electricista.
L'any 2000 a Machiel hi havia 8 explotacions agrícoles que ocupaven un total de 304 hectàrees.

## Poblacions més properes
El següent diagrama mostra les poblacions més properes.